# عنز بن وائل

عنز بن وائل قبيلة ربعية عدنانية انفصلت عن قبائل ربيعة في الجاهلية وكانوا يقطنون في خيبر وعين التمر بالعراق، وعنز بن وائل بن قاسط بن هنب بن أفصى بن دعمي بن جديلة بن أسد بن ربيعة هو أخو كل من بكر بن وائل و تغلب بن وائل.
وكان لعنز بن وائل من الأولاد: إراشة ورفيدة. فولد إراشة بن عنز: قتان، وعسير، وجندلة. وولد رفيدة بن عنز: عبد الله، وعمرو وربيعة ومعاوية وحمار. ومنهم عامر بن ربيعة بن كعب العنزي صاحب رسول الله محمد.